# II. Fliegerkorps
O II. Fliegerkorps foi um corpo aérea da Luftwaffe que atuou durante a Segunda Guerra Mundial. Foi formado no dia 11 de Outubro de 1939 em Frankfurt am Main a partir da 2. Flieger-Division. Foi enviado para o Mediterrâneo no dia 15 de Novembro de 1941. No dia 29 de Agosto de 1944 foi unificado com o Feldluftgau XXX, e redesignado Kommandierende General der Deutschen Luftwaffe em Nordbalkan. No mês de Novembro de 1944 foi novamente renomeado II. Fliegerkorps.
Foi redesignado Luftwaffenkommando Nordost no dia 2 de Abril de 1945.

## Kommandierender General
| Comandante                           | Data                                            |
| ------------------------------------ | ----------------------------------------------- |
| Generaloberst Bruno Loerzer          | 11 de Outubro de 1939 - 23 de Fevereiro de 1943 |
| Generalleutnant Martin Harlinghausen | 23 de Fevereiro de 1943 - 12 de Junho de 1943   |
| General Alfred Bülowius              | 26 de Junho de 1943 - 30 de Junho de 1944       |
| Generalleutnant Kurt Kleinrath       | 1 de Julho de 1944 - 31 de Agosto de 1944 *     |
| General Johannes Fink                | 1 de Dezembro de 1944 - Janeiro de 1945         |
| General Stefan Fröhlich              | Janeiro de 1945 - 1 de Fevereiro de 1945        |
| General Martin Fiebig                | 1 de Fevereiro de 1945 - 12 de Abril de 1945    |

## Chief of Staff
- Generalmajor Günther Korten, 19 de Dezembro de 1939 - 20 de Fevereiro de 1940[1]
- Oberst Andreas Nielsen, 25 de Fevereiro de 1940 - 20 de Junho de 1940
- Generalmajor Paul Deichmann, 20 de Junho de 1940 - 24 de Agosto de 1942
- Obstlt Holm Schellmann,? - 5 de Março de 1943
- Obstlt Lothar von Heinemann, 6 de Setembro de 1943 -?

## Bases do QG[1]
| Outubro de 1939 - Maio de 1940              | Frankfurt/Main (there 10.5.40)         |
| 24 de Maio de 1940                          | em Schloß Amervis, próximo de Bastogne |
| Julho de 1940 - Junho de 1941               | Ghent                                  |
| Junho de 1941 - Julho de 1941               | Otwock, próximo de Warzaw              |
| Julho de 1941 - Setembro de 1941            | Kopys am Dnjepr, próximo de Kaluga     |
| Setembro de 1941 - Outubro de 1941          | Shatalovo                              |
| Outubro de 1941                             | Juchnow                                |
| Outubro de 1941 - 4 de Dezembro de 1941     | Kaluga                                 |
| 4 de Dezembro de 1941 - Junho de 1943       | Taormina                               |
| Junho de 1943 - Setembro de 1943            | Sala Consilina                         |
| Setembro de 1943 - Outubro de 1943          | Merate                                 |
| Outubro de 1943 - Dezembro de 1943          | Verona                                 |
| Dezembro de 1943 - 12 de Junho de 1944      | Compiegne                              |
| 12 de Junho de 1944 - Agosto de 1944        | Chartres                               |
| Agosto de 1944 - 29 de Agosto de 1944       | Nisch (Serbia)                         |
| 29 de Agosto de 1944 - Novembro de 1944     | Agram                                  |
| Novembro de 1944 - 3 de Fevereiro de 1945   | Fünfkirchen                            |
| 3 de Fevereiro de 1945 - 2 de Abril de 1945 | Biesenthal (próximo de Berlim)         |

## Subordinação
| Outubro de 1939 - Julho de 1940             | Luftflotte 3              |
| Julho de 1940 - Dezembro de 1943            | Luftflotte 2              |
| Dezembro de 1943 - Agosto de 1944           | Luftflotte 3              |
| Agosto de 1944 - Novembro de 1944           | Luftwaffenkommando Südost |
| Novembro de 1944 - 3 de Fevereiro de 1945   | Luftflotte 4              |
| 3 de Fevereiro de 1945 - 2 de Abril de 1945 | Luftflotte 6              |

## Serviço de Guerra
Controlou as seguintes unidades durante a guerra:
- 1. Flieger-Division, 3.2.45 - 2.4.45
- 4. Flieger-Division, 3.2.45 - 2.4.45
- Fliegerführer West, 12.43 - 6.44
- Nahkampfführer II, 25.6.41 - 12.41
- Verbindungsstaffel/II. Fliegerkorps (Do 217, Fi 156, Fw 58, He 111), 1943 -?
- Flugbereitschaft/II. Fliegerkorps (Bf 108, Do 17, Fi 156, Fw 58, He 111, Kl 35), 11.39 - 4.45
- Luftnachrichten-Regiment 32